# Octonoba ampliata
Octonoba ampliata är en spindelart som beskrevs av Dong, Zhu och Yoshida 2005. Octonoba ampliata ingår i släktet Octonoba och familjen krusnätsspindlar. Inga underarter finns listade i Catalogue of Life.